# ダルフール紛争
ダルフール紛争（ダルフールふんそう）は、スーダン西部のダルフール地方で継続中の紛争。特に近年のものはダルフール地方の反政府勢力の反乱を契機に、スーダン政府軍とスーダン政府に支援されたアラブ系の「ジャンジャウィード」（Janjaweed, Janjawid, Jingaweit）と呼ばれる民兵の反撃が、地域の非アラブ系住民の大規模な虐殺や村落の破壊にまで発展したものである。
この紛争で2003年2月の衝突以降、正確な数字は不明であるがおよそ40万人程度が既に殺害 され、現在進行中の民族浄化の事例として広く報告されている。2004年6月3日の国連事務総長の公式統括（bilan officiel）によれば、1956年の独立以来、1972年から1983年の11年間を除く期間に、200万人の死者、400万人の家を追われた者、60万人の難民が発生しているとされる （UN Doc.S/2004/453）。

## 紛争の起源
ダルフールは多くの民族が居住している地域で、大別するとフール人、マサリート、ザガワなどの非アラブ系の諸民族と、バッガーラと呼ばれる13世紀以降にこの地域に移住してきたアラブ系とで構成されている。いずれもムスリムであるが、両者の関係は長年緊張を伴うものだった。植民地化される前のフール王国はバッガーラ（正確にはリザイカート）としばしば衝突した。さらに20世紀までダルフールは奴隷交易の中心地の1つで、ギニア湾岸やエジプトなど沿岸地域へ供給する奴隷を手に入れるため、バール・エル＝ガザルの辺までフール人とアラブ系との奴隷主が競り合った。フール人やマサリートは定住農民であり、アラブ系やザガワは遊牧する牧畜民であったので、土地や水などの資源をめぐり、経済的な需要からも二つのグループに分かれて紛争が生じた。
1956年の独立以降、スーダン政府はアラブ化する傾向を強め、1958年からは軍事独裁政権だった。1955年にはムスリムによるスーダン政府とほぼムスリムでないスーダン南部の非アラブ系諸民族連合との間で内戦が起こり、1972年から1983年の停戦期間を除いて戦闘が2002年の休戦宣言まで続けられていた。2003年の包括和平協定では北部のスーダン統一政府と、南部の反政府グループにより樹立された暫定南スーダン政府との間で国家の歳入（主には石油収入）を分け合うことが合意された。
しかしこの合意はダルフール地方の活動家たちの非アラブ系民族の公正な扱いの要求を満たすものではなかった。2つの地域の反政府集団、正義と平等運動 （JEM） とスーダン解放運動/軍（SLM/A, ダルフール解放戦線、DLFから改称）が政府による、アラブ人の要望に応じた非アラブ人への圧力を非難した。ハサン・トラービーはJEMを支援しているとして非難され、2004年3月以降反乱に関与したと断定され投獄された 。トラービーは関与を否定しているが、「事態を悪化させている」として政府を批判した。SLM はおおよそフール人とマサリートとで、JEM はダルフール北部のザガワによって組織された。

## 紛争の経過

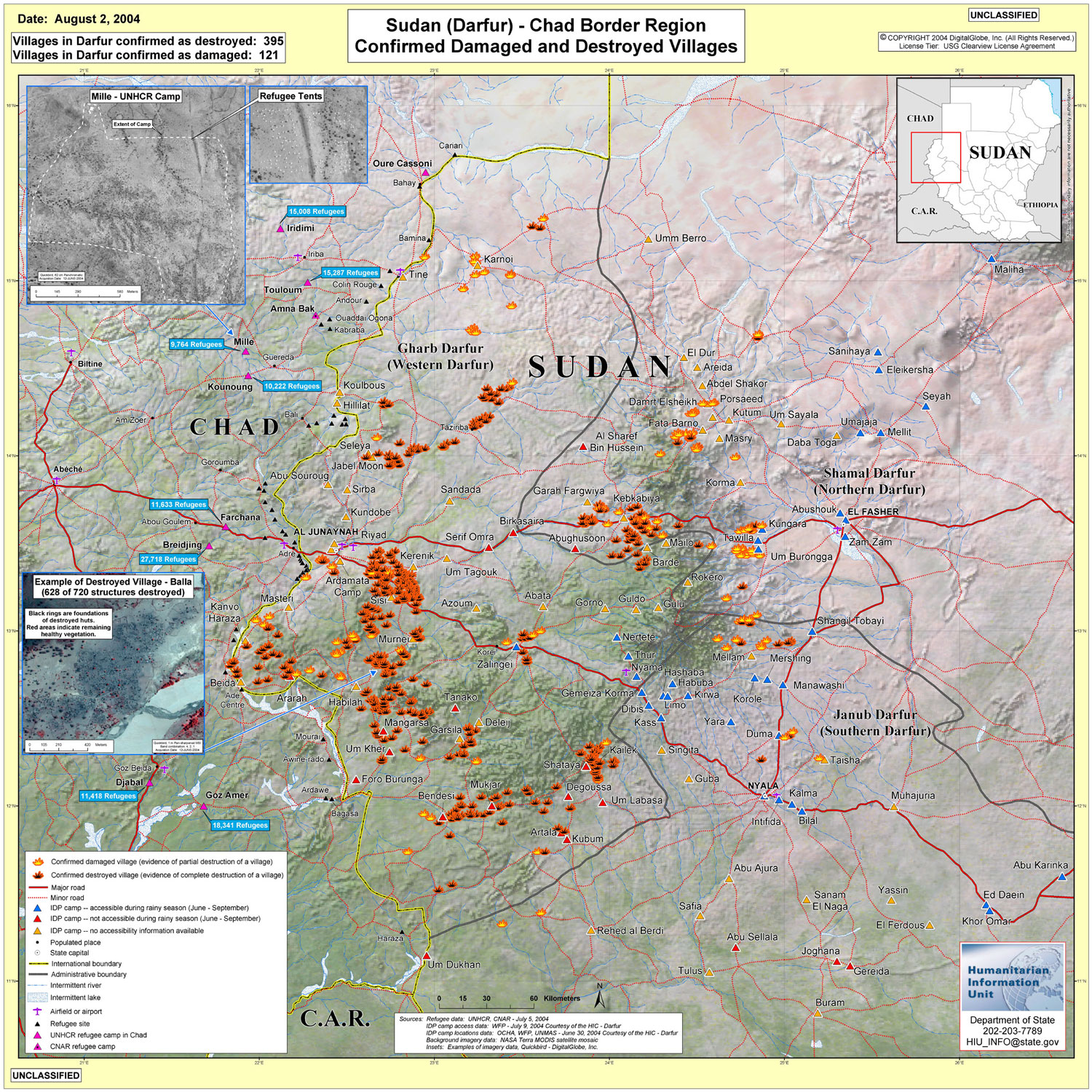
2004年8月時の破壊された村 （Source: DigitalGlobe, Inc. and Department of State via USAID）

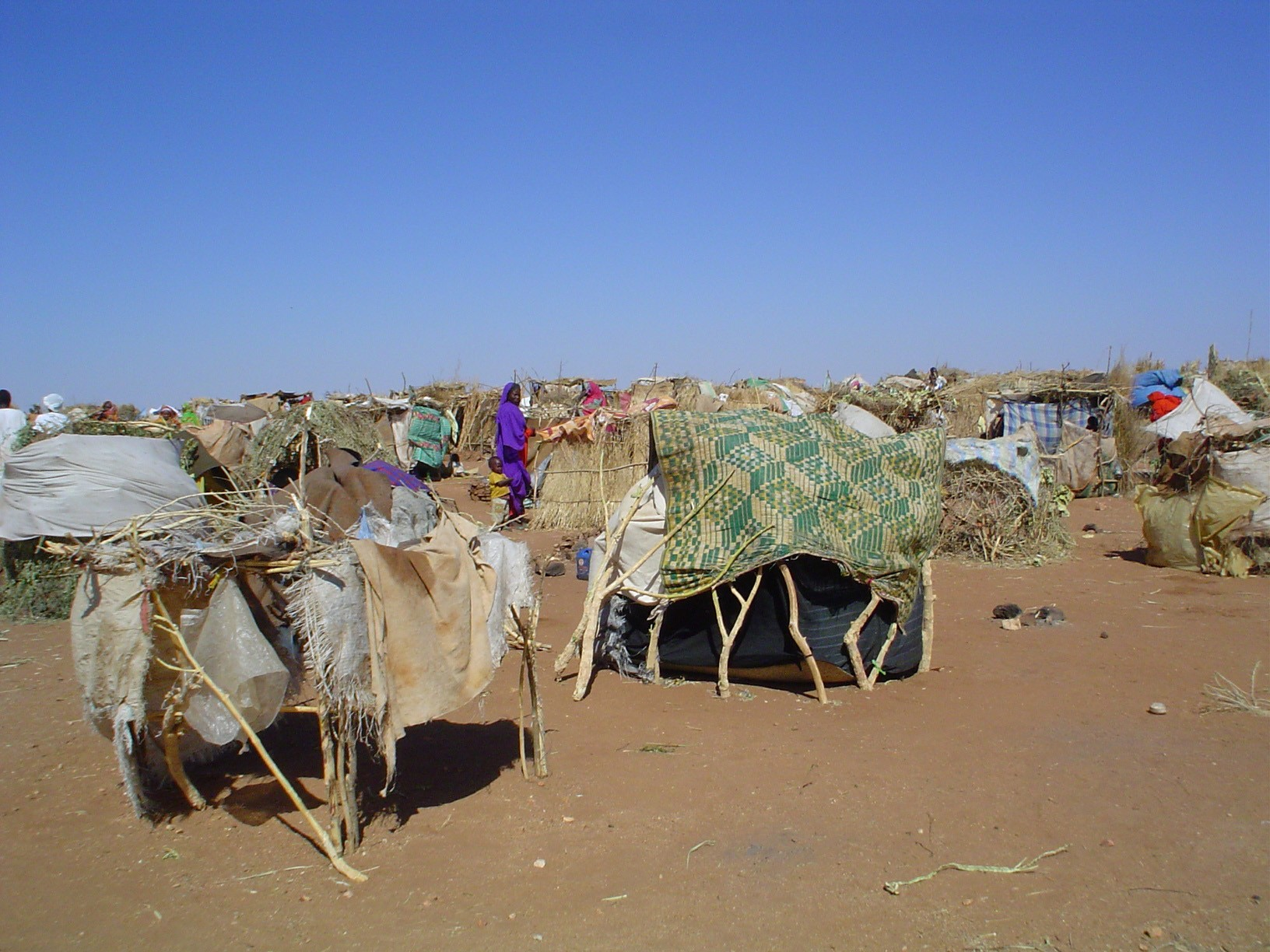
南ダルフール州ニヤーラー付近のIDPキャンプ

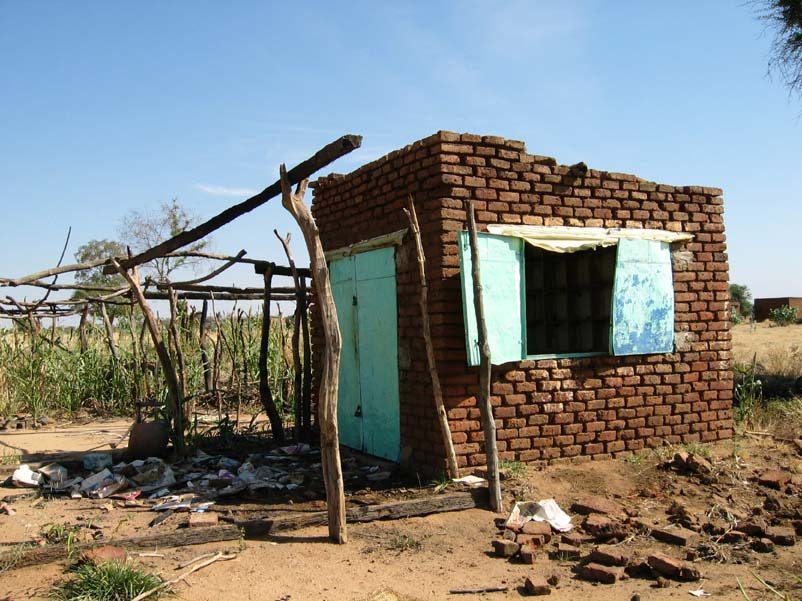
ジャンジャウィードの攻撃で破壊された村の保健所

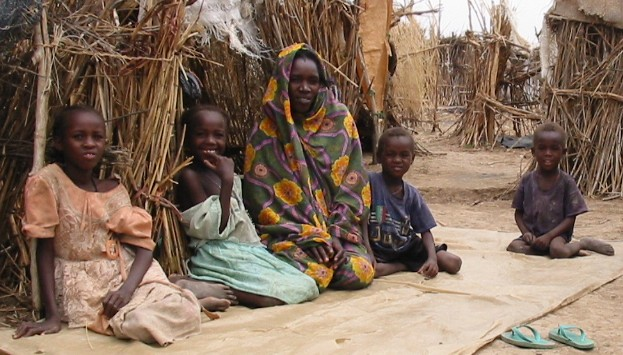
国内難民キャンプ

近年の衝突は2003年2月26日にダルフール解放運動と名乗る反乱軍がゴロの警察署を攻撃したことから始まったと主張されているが、それ以前から反乱軍は軍や警察の拠点を襲撃していた。スーダン政府は地域のアラブ系住民による民兵組織ジャンジャウィードによる地上攻撃を空爆によって支援した。記者のジュリー・フリントとアレックス・デ・ワールは反乱は2001年7月21日にフール人とザガワのグループがアブー・ガムラに集まり、政府の支援による攻撃から彼らの村を守ることをクルアーンにかけて誓ったことから始まると表明している。紛争が政治的な意図に基づいているため、民兵などのエスニシティに基づいて攻撃対象とされた村には人種的な要素の他に、牧羊者（大半がアラブ系）と農民（一般に非アラブ人）との水と土地に関する経済的な争いにも関係する要素がみられた。国連の監視チームは、アラブ人の村が手つかずで残された一方、非アラブ人の村が選ばれていると報道した。
「（監視チームの2日間の幾つかのそのような地域の巡回の間に気付いた分で）シャッタヤ管区の23のフール人の村が略奪され、地面が見えるまで燃やされ、完全に無人化している。その一方で、焦げ付いた地域のすぐ傍でアラブ系の居住地は人が住み、燃やされず、機能した状態で残されて点在している。幾つかの地点ではフール人の村とアラブ人の村は500mも離れていなかった」（2004年4月25日の国連組織間報告書より引用）
さらに2004年5月15日の『エコノミスト』誌によれば、ジャンジャウィードは「多数のモスクにも放火し、破り捨てたクルアーンの紙切れの上で排便した」といわれる。
双方が民間人に対する大量虐殺・略奪・強姦を含む人権侵害に関与したとして非難されている。しかしながら、直ちに優勢を得たのは武装で上回るジャンジャウィードの方だった。2004年の春までに（ほとんど非アラブ人口の）数千人が殺され、100万以上の人々が家を追われ、その結果、地域に大きな人道上の危機が引き起こされた。10万人以上の難民がジャンジャウィードの民兵に追われ、隣接するチャドに流れ込んだことで、この危機には国際的な要素も加わった。ジャンジャウィードはチャド国境に展開していたチャド軍の兵士と衝突し、4月の銃撃戦では民兵70人チャド兵10人以上が殺された。
独立系の監視者は、ユーゴスラビア戦争時の民族浄化よりも戦術が多様化していることに注目したうえで、ダルフールの遠隔性により数十万人が事実上援助から切り離されていると警告している。ブリュッセルに本拠を持つ国際危機グループは、飢餓と疾病により35万人以上が死の危機に瀕していると報道した。
アフリカ連合（AU）と欧州連合（EU）は2004年の7月5日時点で2004年4月8日に結ばれた停戦 の監視団を送っている。
スーダン政府と反政府2派との和平交渉でスーダン政府によるジャンジャウィードの武装解除などの6項目の約束が守られていないとして、2004年7月17日反政府側が離脱を表明した。
2004年8月10日、国連人道問題調整事務所は、スーダン政府軍がヘリコプターによる空爆でジャンジャウィードと連携し新たな住民攻撃を行ったと報告した。
スーダン政府はこの紛争を「単に小競り合いだ」とし、大統領であるオマル・アル＝バシールは、「ダルフールに対する国際的な懸念は実際はスーダンがイスラム国家であることを標的にしている」と語った。スーダン政府は、物資などの支援を求めながら、「東アフリカの国の内政問題に干渉しないように」イギリスおよびアメリカに警告し、自らが「どんな軍事援助をも拒絶するだろう」と語った。
2004年8月に、AUは停戦監視団を保護するために150人のルワンダの部隊をダルフールに送った。しかし決定時には「部隊の権限は、民間人の保護を含んでいなかった」が、ルワンダの大統領ポール・カガメは、「もし民間人がそのとき危険な状態にあることが確証されれば、私たちの軍は確かに介在し民間人を保護するために兵力を使用するだろう」と宣言した。だが、そのような努力には確実に150人を超える軍隊を必要とする。ルワンダ部隊は8月の終わりに150人のナイジェリアの部隊と合流した。
2006年1月20日、SLM と JEM は西部スーダン革命勢力同盟（Alliance of Revolutionary Forces of West Sudan, ARFWS）として統合すると発表したが、5月までに決裂した。そしてSLAから分裂したSLAミナウィ派のみがスーダン政府と和平合意（DPA）に応じ、ミナウィ派はジャンジャウィードや政府軍と共に住民を攻撃するようになった。
2008年5月6日、ロイター通信などによるとスーダン政府軍はダルフールの小学校と市場をアントノフ機で爆撃、7人の子供を含む14人が死亡。これは現地で活動している2つの援助組織による情報であるが、スーダン政府は否認している。
2008年5月11日、スーダン政府は首都ハルツーム近郊に進攻したダルフール地方の正義と平等運動（JEM）を撃退したと宣言、また、侵攻を支援したとして隣接するチャドとの国交断絶を表明した。スーダンとチャドは互いの反政府武装勢力を支援するテロ支援国家だとして頻繁に対立している。ダルフール紛争で武装勢力がスーダン首都であるハルツームに迫ったのは初めてのことである。
2010年10月23日、カタールの首都ドーハで、カタール政府などの仲介により、スーダン政府と主要反政府勢力「正義と平等運動」が即時停戦を含む「ダルフール問題解決のための枠組み合意」に調印した。また、カタールのハマド首長は、スーダン再建のために約10億ドルを拠出することを明らかにした。
2013年2月10日、スーダン政府と「正義と平等運動」が、カタールの首都ドーハで停戦協定に調印した。
2019年4月11日、国防軍によるクーデターでバシール政権は崩壊し、軍はダルフールを含む全土での停戦を宣言した。
2019年8月、スーダン政府は、ダルフール地方などの紛争終結を目指す和平プロセスに着手。複数の反政府勢力と交渉を続けた結果、2019年12月28日に9つの反政府勢力の連合体であるスーダン革命戦線（SRF）との間で、和平へ向けた行程表（ロードマップ）を策定、署名に至った。

## 国際的な反応と対応

### 2004年
状況が深刻化するにつれ、災厄が迫っているという警告が発せられた。国連事務総長のコフィー・アナンは、ダルフールでの大量虐殺の危機は「ぞっとさせられるぐらいに現実的」だと述べた。ジャンジャウィードによる作戦の度合いも、（スーダン政府によっては強く否定されるものの）ルワンダのジェノサイドと比較されるに至った。
7月初め、アメリカ国務長官のコリン・パウエルはスーダンとダルフールを訪れ、スーダン政府にジャンジャウィードへの支援を止めるように説得した。アナンはこの訪問を「建設的だ」と評した。
AUのコナレ委員長は「紛争の正当化はできない」と警告し、AUとして停戦監視団とは別に非アラブ系住民の保護をも任務とした平和維持軍の派遣を一時検討したが、虐殺を否定するスーダン政府の同意を得られず、監視団の警護のみの役割の軍隊の派遣を決定した。
しかしアメリカは、ジャンジャウィードによる攻撃は止んでおらず、停戦合意が守られていないと警告した。
7月23日に、アメリカ上院および下院は、スーダンのダルフール地域の武力紛争をジェノサイドであると宣言し、それに終止符を打つ国際的な努力を結集するようにブッシュ政権に要求する両院合同決議を承認した。
しかしながら、国連およびブッシュ政権は、ダルフール紛争をジェノサイドであると考えていなかった。CNNによれば、コリン・パウエルは、より多くのダルフールからの報告書が状況がジェノサイドかどうか決めるために必要だったと語った。コフィー・アナンは、紛争を「人道的に悲劇な状況」と呼んだが、ジェノサイドあるいは民族浄化とまだ呼んでいない。BBCによれば、アナリストの推測では紛争の終結には少なくとも15,000人の兵士が必要であるが、どの国も兵士を送ろうとはしない。イギリス首相トニー・ブレアは軍事介入を除外しないとした。イギリス軍の最高司令官マイク・ジャクソンは、ジャンジャウィードに対抗するためにイギリスがおよそ5000の兵士を集めることができると語った。そのときに、「各国（特にアメリカ）が行おうとしている可能な唯一の解決手段は制裁による脅しである。欧州連合は紛争が解決されない場合、スーダンに対し制裁で脅す際にアメリカに加わるであろう」と発表した。
AU自体も軍事監視団を警護する300人の兵士を送りながら、紛争がジェノサイドであるとは信じられずにいた。
7月30日、国際連合安全保障理事会はジャンジャウィードを武装解除し正義をもたらすために、スーダンの政府に30日の期間を与えた。これはこの期限に達しない場合は制裁を考慮すべきという意図を示している。アラブ連盟はより長い期間を求めており、スーダンがもう一つのイラクになってはならないと警告した。
9月18日、国連安保理は米国のダンフォース国連大使などの提案による、スーダン政府に対し紛争防止の履行がない場合のAU監視部隊の拡大AUによる虐殺の査察および石油の禁輸などによる制裁を警告する決議案（安保理決議1564号）を賛成11、棄権4（アルジェリア、中華人民共和国、ロシア、パキスタン）、反対0で可決した。中華人民共和国とパキスタンはスーダンに石油権益を持つため難色を示していた。

### 2005年
1月25日、国連事務総長によって派遣されていた「国際調査委員会」の報告書が提出され、ジェノサイドの客観的要件（集団の組織的殺戮および大規模な破壊）は認めたものの、主観的要件（ジェノサイドの意図）によって行われたかを決定することが残され、スーダン政府の人道に対する罪は認めたものの、ジェノサイド罪は認定しなかった。
国際法上の犯罪を行った個人をいかに処罰するかについては、3月31日の安保理決議1593号により、事態は国際刑事裁判所の検察官に付託されることとなった。

### 2006年
8月31日、国連安保理は安保理決議1706号により、国際連合スーダン派遣団（UNMIS）を増派しダルフールにも17,300人の平和維持軍を派遣することを採択した。スーダン政府はこれに強く反発した。
9月1日、AU の将校はスーダン政府が多くの攻撃に参加していると報告した。AU によればその週の始めに20人が殺され、1,000人が家を逐われた。
9月5日、スーダン政府はAU部隊に「彼らには、この任務を国連または他のどの連中へも移す権利がない。この権利はスーダン政府にある。」として月内にダルフールから離れるように迫った。チャドのイドリス・デビ大統領は9月4日新たな国連平和維持軍への協力を表明した。平和維持軍の委任が2006年9月30日に期限切れになるAUは、彼らがそうすることを確認した。しかし翌日アメリカ国務省高官は「現実的で、有効な選択肢として」AU部隊は期限を過ぎても留まるべきだと記者団に語った。

### 2007年
4月-映画監督のスティーヴン・スピルバーグは、中華人民共和国の胡錦濤国家主席（総書記）にダルフール紛争を収拾させるため、スーダン政府に圧力をかけるよう書簡を送った。スティーヴン・スピルバーグは北京オリンピック組織委員会芸術顧問に要請されていたが、この紛争に対する中華人民共和国の対応を批判して2008年2月辞退した。
4月のフランス大統領選挙のテレビ討論会の中で、社会党のロワイヤル候補は、ダルフール紛争における中華人民共和国側の対応を非難しオリンピックのボイコットを呼びかけた。対立候補のサルコジ候補は、非現実的であるとやんわりかわしたが、大統領に当選後、訪中の際にはダルフール紛争について中華人民共和国政府首脳と意見交換をする旨の表明を行った。
5月10日、アメリカの上・下両院の100人以上の議員が、ダルフール紛争に対し中華人民共和国が行動を起こすよう呼びかける書簡に署名を行った。
5月30日、ブッシュ政権はスーダン系企業31社の米国系銀行との直接取引を停止させる追加の経済制裁措置を実施した。
6月4日にコロンビア大学のマフムード・マムダニはデモクラシー・ナウ!に対し、「ダルフールを救え」同盟のキャンペーンや米国による制裁のあり方を現地の援助を危機に陥れるものとして非難し、同じような犠牲者の発生しているイラク戦争や米国の同盟者であるウガンダとルワンダにより犠牲者数では10倍以上の虐殺が行われている第二次コンゴ戦争をジェノサイドと呼ばずダルフール紛争のみをジェノサイドと呼ぶ米国などによるジェノサイド呼称の政治利用を批判した。

### 2008年
1月11日、国連安全保障理事会は平和維持部隊へのスーダン政府の攻撃を非難し、政府に合同部隊の全面的な受け入れと協力を求める議長声明を採択した。
6月5日、ICCのモレノ＝オカンポ検察官は国連安保理において第7回目となる定例報告を行った。報告の中でオカンポ検察官は、スーダン政府の安保理決議不履行を強く非難。安保理に対して以下の要求が含まれる議長声明を発出することを要請した。
1. スーダン政府に対し犯罪の実行を取り止めさせること。
2. 指名手配中の両被疑者の逮捕を求めること
3. 各締約国に協力と支援を求めること
4. 決議1593の履行を要請すること

7月14日、ICCのモレノ＝オカンポ検察官は、スーダンのオマル・アル＝バシール大統領の逮捕状を予審裁判部第1法廷に請求したことを発表した。訴状では過去5年にわたりダルフール地域において行われた集団殺害、人道に対する罪、及び戦争犯罪について、バシールに刑事責任があるとしている。

### 2009年
3月4日、ICCは会見でバシール大統領の逮捕状を発行したことを公表。現職の国家元首が訴追される初めてのケースとなる。
3月5日、スーダン政府は、スーダン国内の国境なき医師団など10団体前後の外国民間援助団体（NGO）に国外退去を命令し、団体の資産を差し押さえた。
3月6日、国連安保理は、スーダン政府の出した退去命令について非公開協議で対応方針を決められなかった。中国が逮捕状発行も問題視すべきだと主張し、アラブ諸国もスーダン大統領を支持したらしいという報道があった。
国連援助がなければ、大量の難民が食料、飲料水の不足により、虐殺と同じ結果になると、心配されている。

### 2010年
1月8日、スーダン南部ワラブ州でヌエル族の武装集団が対立しているディンカ族の村を襲い、140人が死亡した、牛3万頭が強奪される事件が起きた。
1月11日にスーダンの大統領オマル・アル＝バシールが軍事上のトップを辞任したのを国営スーダン通信及びアラブ首長国連邦の
衛星テレビ局アルアビラが報道した。辞任の理由や後任の人事などは明らかにされていない。
2月20日にスーダンのバシール大統領は、西部ダルフール地方の反政府組織「正義と平等運動」（JEM）と同国政府が停戦協定に調印したことを明らかにした。同大統領は「正義と平等運動」囚人に対する死刑判決を取り消し、30人を直ちに釈放することも明らかにした。
7月17日、軍は、西部ダルフール地方の反政府勢力「正義と平等運動」（JEM）との戦闘で、JEMの戦闘員300人を殺害し、軍側にも75人の死者が出た、とスーダンの国営メディアが伝えた。

### 中国による支援
スーダン政府軍や民兵組織は中国製の武器を使っており、バシールの名前を冠したスーダンの主力戦車「アル＝バシール」も85式戦車をベース にしている（後に96式戦車を購入する）。スーダンの大統領府、メロウェダムに象徴される大規模な水力発電所及びダム、老朽化したポートスーダンからハルツーム間の近代的な鉄道 などの建設を行って国有の中国石油を通じてスーダンの石油の大部分も買ってスーダンの石油生産企業集団2つの最大株主となっており、スーダンは中国との石油取引による収入の多くを、兵器購入にあてている。中国は米英両国が国連でスーダンに対する経済制裁を検討した際も拒否権によって阻止してきた。ダルフール紛争問題で中国がスーダンの犯罪行為に手を打たないことへの抗議としてスティーヴン・スピルバーグが北京オリンピックの芸術顧問を降りたことでも知られる。2015年には中国が開催した中国人民抗日戦争・世界反ファシズム戦争勝利70周年記念式典に出席、中国共産党の習近平総書記はバシルを「中国人民の古くからの友人だ」として大歓迎し、同席していた潘基文国連事務総長はバシルの逮捕を国連加盟国に呼びかけた張本人だっただけに非難を浴びた。中国はダルフールに国際連合アフリカ連合ダルフール派遣団としてPKO部隊も積極的に派兵している。

### 日本の姿勢
2005年5月、民主党の岡田克也代表（当時）がスーダンを訪問。ダルフール地方の難民キャンプを視察し、人道援助を行う考えを示した。その後、外務省は、人道上の問題で中断していたODAを再開する決定を行っている。
2007年5月22日、安倍晋三首相は、「（ダルフール紛争を抱えるスーダンについて）援助の仕方を考えないといけない」と述べた。同時に、ダルフール紛争に対する中華人民共和国の消極的な姿勢から、オリンピックのボイコットを求める声が出ていることについては、「スポーツと政治は切り離して対応する」旨のコメントを発している。
2007年10月、民主党の小沢一郎代表は雑誌『世界』で掲載された論文への反論として「（私が政権を取った場合）国連決議に基づき、国際治安支援部隊へ参加をしたい」としダルフール紛争への部隊派遣についても意欲を示した。
2007年11月6日、福田康夫内閣は国連難民高等弁務官事務所からの要請に応じ閣議で紛争が続くスーダン西部ダルフール地域に、毛布とスリーピングマット各1万枚、給水容器1万個などの救援物資を提供することを決定した。
2009年3月4日、政府は同日のICCによるバシール大統領に対する逮捕状発行の報を受け、外務報道官談話を発表。談話では「我が国はICC締約国であり、ICCの独立性及びその決定を尊重します」と述べ、ICCの決定を支持することが表明された。

## 関連作品
詳細を知る上で助けになるであろうダルフール紛争を主題とした作品を挙げる。
- テレビ
  - 『潜入ルポ ダルフール 隠された真実』BS世界のドキュメンタリー、NHK衛星第1、2008年05月20日 初回放送、原題 :「Darfur: The Hidden Truth」、製作 : Tony Comiti Productions (フランス) 2007年、NHK による番組詳細情報。ダルフール地方への潜入ルポルタージュである。
- 映画
  - ダルフール・ウォー　熱砂の虐殺 2009年/ドイツ 監督：ウーヴェ・ボル